# NGC 1225
NGC 1225 este o galaxie lenticulară situată în constelația Eridanul. A fost descoperită în 1886 de către Francis Leavenworth. Se află la o distanță de 87,5 de megaparseci de Pământ.